# Atlas V

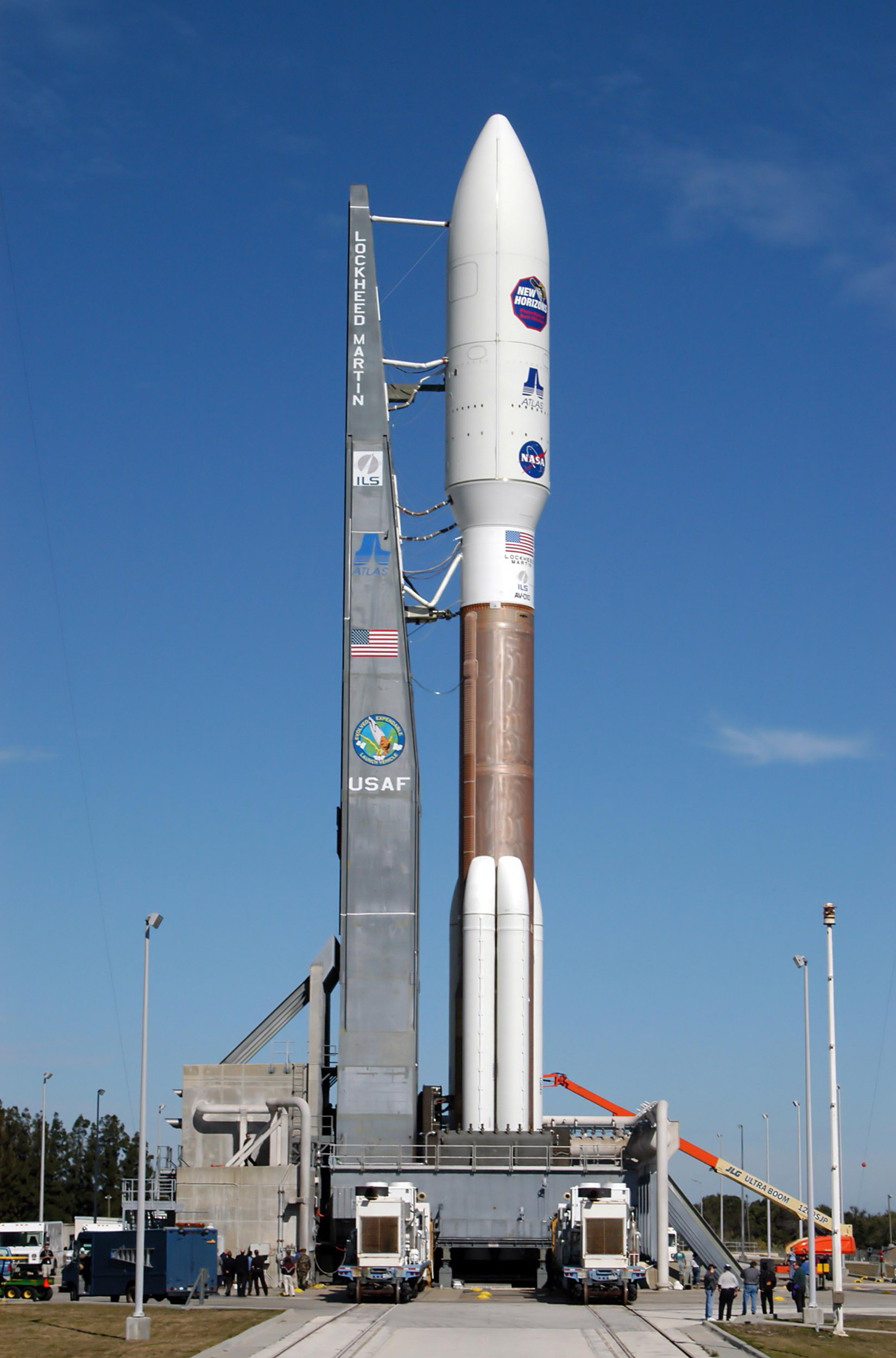
Eine Atlas V 551 mit New Horizons an Bord auf einer beweglichen Startplattform von Startkomplex 41. Auf diesem Foto sind zwei der fünf Feststoffbooster zu sehen.

Bei der Atlas V handelt es sich um eine US-Trägerrakete für mittlere bis schwere Nutzlasten. Sie ist das modernste Mitglied der Atlas-Raketenfamilie. Die Atlas V wurde von Lockheed Martin entwickelt und anfangs auch gebaut; der Jungfernflug wurde im August 2002 erfolgreich absolviert. Die Starts wurden bis Ende 2006 durch das US-amerikanisch-russische Unternehmen International Launch Services vermarktet. Danach wurde dieses Geschäft an die United Launch Alliance, ein Joint Venture zwischen Lockheed Martin und Boeing, übertragen. Seit dieser Umstrukturierung wird die Atlas V fast nur noch für Aufträge der US-Regierung angeboten, da sich das kommerzielle Geschäft in den vorangegangenen Jahren als unprofitabel erwiesen hatte. Somit transportiert die Rakete heute überwiegend Militärsatelliten sowie Raumsonden und Raumschiffe im Auftrag der NASA. Zu den bekanntesten Nutzlasten zählen der Mars Reconnaissance Orbiter, New Horizons, der Raumgleiter Boeing X-37, die Marsrover Curiosity und Perseverance sowie das Raumschiff CST-100 Starliner.
Zu den Stärken der Atlas V gehört ihre extrem hohe Startzuverlässigkeit. Bis heute kam es zu keinem einzigen Fehlstart. Ein weiteres Merkmal ist die stark modulare Bauweise der Rakete; insgesamt sind 19 unterschiedliche Varianten möglich. Erwähnenswert ist auch die Verwendung eines in Russland entwickelten und produzierten Triebwerks in der Hauptstufe. Diese Triebwerkswahl führte neben wirtschaftlichen Erwägungen dazu, dass die Atlas V schrittweise durch das Nachfolgemodell Vulcan ersetzt und Mitte der 2020er Jahre ausgemustert werden soll. Seit 2022 darf das US-Militär keine Satellitenstarts mehr beauftragen, bei denen eine Rakete mit russischem Triebwerk verwendet wird.

## Geschichte

### Entwicklung
Die Entwicklung der Atlas V begann mit einer Ausschreibung der US-Regierung im Jahre 1994. Ein neues Trägersystem mit dem Namen Evolved Expendable Launch Vehicle (EELV) sollte entwickelt und gebaut werden. Die neue Rakete sollte vor allem deutlich kostengünstiger als bisher mittlere bis schwere Nutzlasten in einen Orbit befördern, besonders im Vergleich zur Titan IV oder zum noch kostenintensiveren Space Shuttle. Ähnlich wie die europäische Ariane 4 sollte sie außerdem durch einen modularen Aufbau ein breites Nutzlastspektrum zu international konkurrenzfähigen Preisen transportieren können. Auf die Ausschreibung reagierten alle großen US-amerikanischen Raumfahrtunternehmen: McDonnell Douglas mit einer Weiterentwicklung der Delta-Serie, Lockheed Martin mit einer verbesserten Atlas-Variante sowie Boeing und Alliant Technologies mit ganz neuen Entwürfen (unter anderem mit dem SSME-Triebwerk als Basis). Als Boeing McDonnell Douglas im Jahre 1996 aufkaufte, übernahm man auch die angebotene Delta-Weiterentwicklung. Zur Finanzierung stellte die Air Force für die Grobentwurfsphase allen vier Bewerbern je 30 Millionen US-Dollar zur Verfügung.
Anschließend erhielten sowohl Boeing als auch Lockheed Martin den Zuschlag, jeweils die Delta IV bzw. die Atlas V zu entwickeln. In dieser zweiten Phase erhielten beide Unternehmen weitere 60 Millionen Dollar, um ihre eingereichten Konzepte zu überarbeiten und um mit der Detailplanung zu beginnen.
Im Oktober 1998 begann dann die dritte und letzte Phase, in der beide Träger bis zur Einsatzreife entwickelt wurden. Damit verbunden war die feste Zusage der US Air Force, je 19 Starts auf der Delta IV und 9 auf der Atlas V durchzuführen. Lockheed Martin erhielt somit Aufträge mit einem Gesamtvolumen von 1,15 Milliarden US-Dollar, dazu kamen noch Subventionen der NASA, die sich etwa zur Hälfte an den anfänglichen Entwicklungskosten von 1,6 Milliarden Dollar beteiligte. Als allerdings bekannt wurde, dass Boeing Industriespionage betrieben hatte, um an vertrauliche Daten der Atlas V zu gelangen, entzog die Air Force der Delta IV sieben Flüge und ordnete sie der Atlas zu, was die finanzielle Situation des Projektes deutlich verbesserte. Der Jungfernflug der Rakete in der Version Atlas V(401) fand am 21. August 2002 statt. Transportiert wurde der Fernsehsatellit Hot Bird 6 des europäischen Unternehmens Eutelsat.

### Startkosten
Da kommerzielle Kunden die Modalitäten ihrer Startverträge nicht veröffentlichen, ist eine genaue Ermittlung von deren Startkosten nicht möglich. Allerdings müssen US-Regierungseinrichtungen die Kosten für ihre Startaufträge offenlegen. Je nach Mission können dabei neben dem eigentlichen Start auch Kosten für Versicherungen und weitere Dienstleistungen enthalten sein, sodass die Zahlen unter Umständen nicht miteinander vergleichbar sind. Im Folgenden einige Angaben für Raumsondenstarts der NASA:
| Version     | Nutzlast     | Kosten          | Jahr |
| ----------- | ------------ | --------------- | ---- |
| Atlas V 401 | MRO          | 090 Mio. USD    | 2005 |
| Atlas V 401 | LCROSS & LRO | 136 Mio. USD    | 2008 |
| Atlas V 401 | InSight      | ~160 Mio. USD   | 2018 |
| Atlas V 411 | OSIRIS-REx   | ~183,5 Mio. USD | 2016 |
| Atlas V 541 | MSL          | 195 Mio. USD    | 2011 |
| Atlas V 551 | New Horizons | 188 Mio. USD    | 2006 |

### Bemannte Missionen mit der Atlas V
Als das Ende der Dienstzeit des Space Shuttle näher rückte, wurden bereits erste Studien zur Tauglichkeit der Atlas V für bemannte Missionen durchgeführt. Bereits 2007 wurde mit SpaceDev eine Absichtserklärung unterzeichnet um den Start des bemannten Raumgleiters Dream Chaser zu prüfen. Umfangreiche aerodynamische Untersuchungen mit dem unverkleidet aufgesetzten Orbiter fanden bis 2014 innerhalb des CCDev-Programms der NASA statt. Danach wurde der Dream Chaser als unbemanntes Versorgungsschiff weiterentwickelt und schließlich von der Atlas V auf die Nachfolgerakete Vulcan umgebucht.
Aufgrund der erwiesenen hohen Startzuverlässigkeit schätzte Lockheed Martin im Jahre 2008 die Entwicklungszeit einer man rated-Version auf drei Jahre. Diese Pläne wurden aber zunächst nicht umgesetzt, da die Ares I mit dem Orion-Raumschiff als Ersatz für das Space Shuttle dienen sollte. Als das zugehörige Constellation-Programm allerdings 2010 eingestellt wurde, bestand wieder gesteigertes Interesse an einer Atlas-V-Version für die bemannte Raumfahrt. Am 12. Juli 2011 wurde die Rakete dann offiziell in das Commercial-Crew-Development-Programm der NASA aufgenommen, in dessen Rahmen kommerzielle, privatwirtschaftlich betriebene Trägersysteme für den Transport von Menschen zur Internationalen Raumstation entwickelt werden. Im August desselben Jahres kündigte dann Boeing an, seine in der Entwicklung befindliche bemannte CST-100-Kapsel mit der Atlas V starten zu wollen. ULA entwickelte dafür die Raketenvariante N22 ohne Nutzlastverkleidung. Der erste Start dieser Rakete mit einem CST-100 fand schließlich am 20. Dezember 2019 im Rahmen des unbemannten Testflugs Boe-OFT statt. Ein erster bemannter Start folgte am 5. Juni 2024 mit dem Flug Boe-CFT.

### Nicht realisierte Raketenvarianten
2010 kündigte ULA eine besonders leistungsfähige Version der Atlas V an, die als Atlas V Heavy Lift Vehicle (kurz Atlas V HLV, oder manchmal Atlas V Heavy) bezeichnet wird. Der Plan sah vor, diese Rakete erst dann fertig zu entwickeln und zu bauen, wenn ein Kunde sie für einen Start buchen würde. Wie bei der Delta IV Heavy sollten für diese Schwerlastversion seitlich der zentralen Hauptstufe noch zwei weitere, gegenüberliegende Flüssigtreibstoff-Booster angebracht werden, die in Größe und Struktur der Hauptstufe entsprochen hätten. Durch diese Maßnahme sollte die maximale Nutzlast im Vergleich zur stärksten bereits gebauten Variante, der Atlas V 551, um etwa 50 % ansteigen: Für den niedrigen Erdorbit (LEO) von 18.814 kg auf 29.400 kg und für eine geosynchrone Bahn von 8900 kg auf 13.000 kg (Details siehe unten). Es fand sich jedoch kein Kunde für diese Rakete.
Eine Atlas-V-Version mit einer Nutzlastkapazität unterhalb der Atlas V 401, die anstatt der Centaur-Oberstufe eine Agena-2000 genannte Oberstufe (wahrscheinlich von der Agena abgeleitet) verwenden sollte, wurde ebenfalls gestrichen. Ihre Transportkapazität wäre 3.890 kg für eine erdnahe Umlaufbahn oder 1.842 kg für eine geostationäre Transferbahn gewesen.

## Technik

### Bezeichnungsschema
Ein wesentliches Merkmal der Atlas V ist ihre Modularität. Daher wurde ein systematisches Benennungsschema für die einzelnen Varianten eingeführt, aus der sich die Parameter der Rakete ablesen lassen:
Anmerkung: Die Nutzlastverkleidung misst im Durchmesser nicht exakt 4 oder 5 Meter, sondern 4,2 und 5,4 Meter. Aus Gründen der Einfachheit gehen die Nachkommastellen allerdings nicht in die Benennung der Rakete ein. Bei der 4,2-m-Verkleidung ist die Anzahl der Booster auf 0 bis 3 beschränkt. Weiterhin gibt es die Sondervariante N22 ohne Nutzlastverkleidung, mit der das Raumschiff CST-100 Starliner transportiert wird. Von den somit 25 theoretisch möglichen Kombinationen wurden bis heute nur elf genutzt.
Dasselbe Bezeichnungsschema wird auch beim Nachfolgemodell Vulcan verwendet.

### Hauptstufe

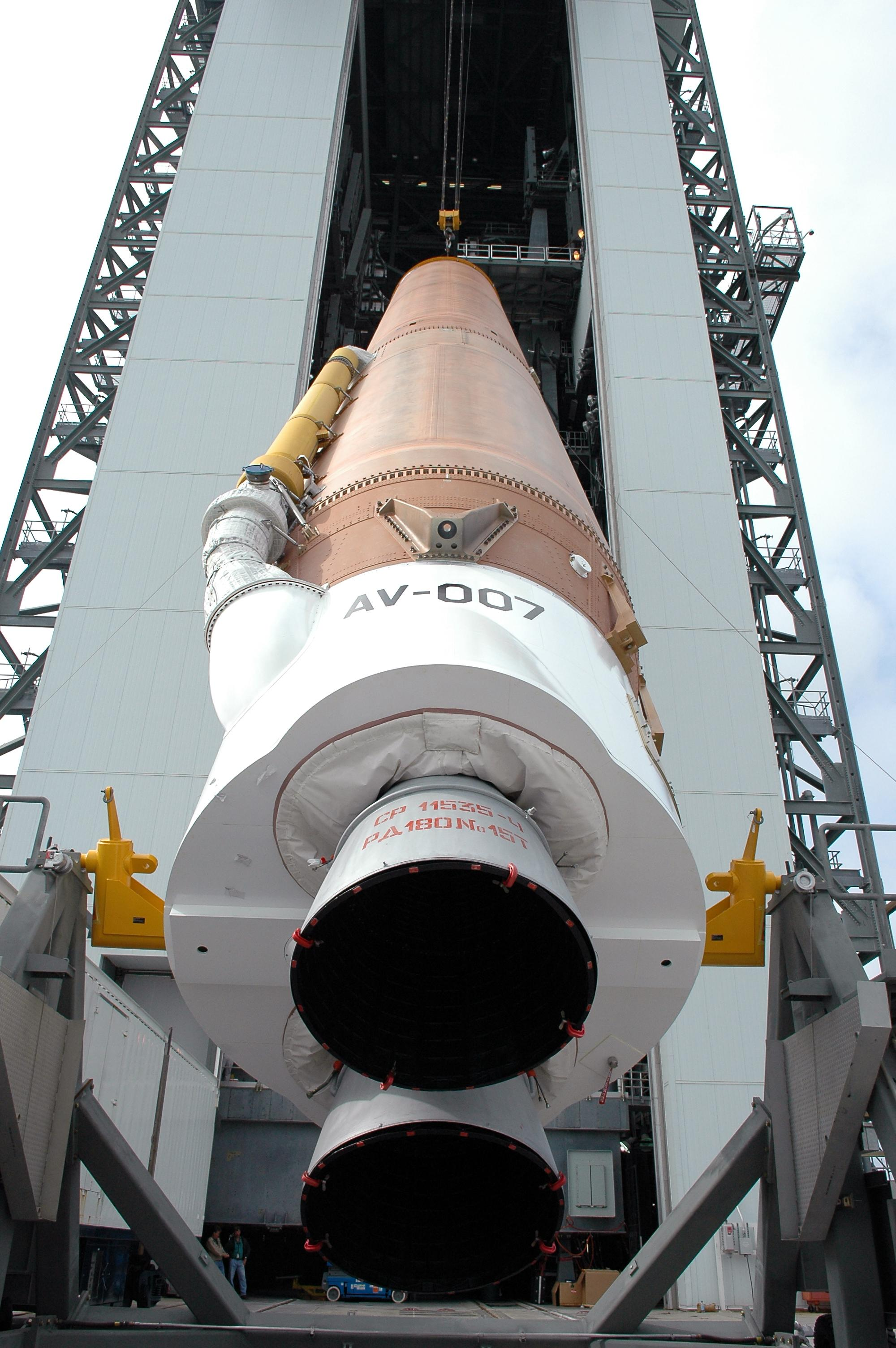
Die Hauptstufe von unten betrachtet. Gut zu erkennen sind die beiden Düsen des RD-180-Triebwerks und die Zuleitung für den Flüssigsauerstoff links.

Die Hauptstufe der Atlas V, die auch Common Core Booster (CCB) genannt wird, verrichtet während des Starts die meiste Arbeit; sie ist der zentrale Teil und die erste Stufe der Rakete. Sie ist 32,46 m hoch, hat einen Durchmesser von 3,81 m und wiegt betankt 286 Tonnen (leer: 21 Tonnen). Ihre Struktur besteht hauptsächlich aus Aluminium, wobei der Oxidator- und Treibstofftank im Gegensatz zu vorherigen Trägerraketen der Atlas-Serie auch ohne Innendruck stabil und selbsttragend sind (vorherige Atlas-Raketen wären ohne Druck in den Tanks beim Aufrichten zusammengebrochen). Diese Konstruktion ist zwar schwerer, allerdings vereinfacht sie die Handhabung bei den Startvorbereitungen und ermöglicht das Anbringen von zahlreichen schweren Boostern. Als Treibstoff wird das günstige RP-1-Gemisch verwendet, der mit Flüssigsauerstoff als Oxidator verbrannt wird.
Als Triebwerk kommt ein Flüssigkeitsraketentriebwerk vom Typ RD-180 zum Einsatz, eine modifizierte Version des RD-170, das so zuverlässig ist, dass es auch für die bemannte Raumfahrt zugelassen ist. Es wiegt 5480 kg, erzeugt bis zu 4152 kN Schub und erreicht im Vakuum einen spezifischen Impuls von 3316 m/s. Die Verbrennung arbeitet nach dem Staged-Combustion-Prinzip: Der Oxidator Flüssigsauerstoff fließt erst an den beiden Hauptbrennkammern und deren Düsen vorbei, um diese zu kühlen, und wird dann mit einem Teil des Treibstoffes RP-1 in einer kleinen Vorbrennkammer verbrannt. Dadurch entsteht eine große Menge Gas, das für den Betrieb einer Turbine eingesetzt wird, die wiederum die Treibstoff- und Oxidatorpumpe antreibt. Das Gas ist allerdings noch sehr reich an unverbranntem Oxidator, da bei der Vorverbrennung nur eine geringe Menge des Treibstoffes eingespritzt wurde. Daher wird es abschließend in die beiden Hauptbrennkammern geleitet, wo es mit dem restlichen Treibstoff effizient verbrannt wird und mit hohem Druck durch die jeweiligen Düsen ausgestoßen wird. Vorteile dieses recht komplexen Verfahrens sind die kompakte Bauweise und das sehr hohe Schubpotenzial. Die Zündung erfolgt mittels eines hypergolen Gemisches, das sich bei Kontakt entzündet, dabei das nötige Gas für den Betrieb der Pumpen liefert und so den Verbrennungskreislauf in Gang setzt. Dieses Konzept zeichnet sich durch seine Einfachheit und Zuverlässigkeit aus; allerdings kann das Triebwerk nur einmal gezündet werden, was aber bei der ersten Raketenstufe kein Nachteil ist.
Das RD-180 wird von dem russischen Raumfahrtunternehmen NPO Energomasch produziert, das unter anderem auch Triebwerke für die Sojus- und Proton-Trägerraketen bereitstellt. Um das Triebwerk in den USA anbieten zu können, ging man ein Joint Venture mit Rocketdyne ein, seit 2005 Teil von Pratt & Whitney. Daher wird das RD-180 offiziell von dem so entstandenen Unternehmen RD AMROSS vertrieben.
Die Flugsteuerung erfolgt mittels der Computersysteme der Oberstufe; die Hauptstufe verfügt nur über Einrichtungen zu Kommunikation, Lagebestimmung und Steuerung der beweglichen Düsen des RD-180-Triebwerks.

### Booster

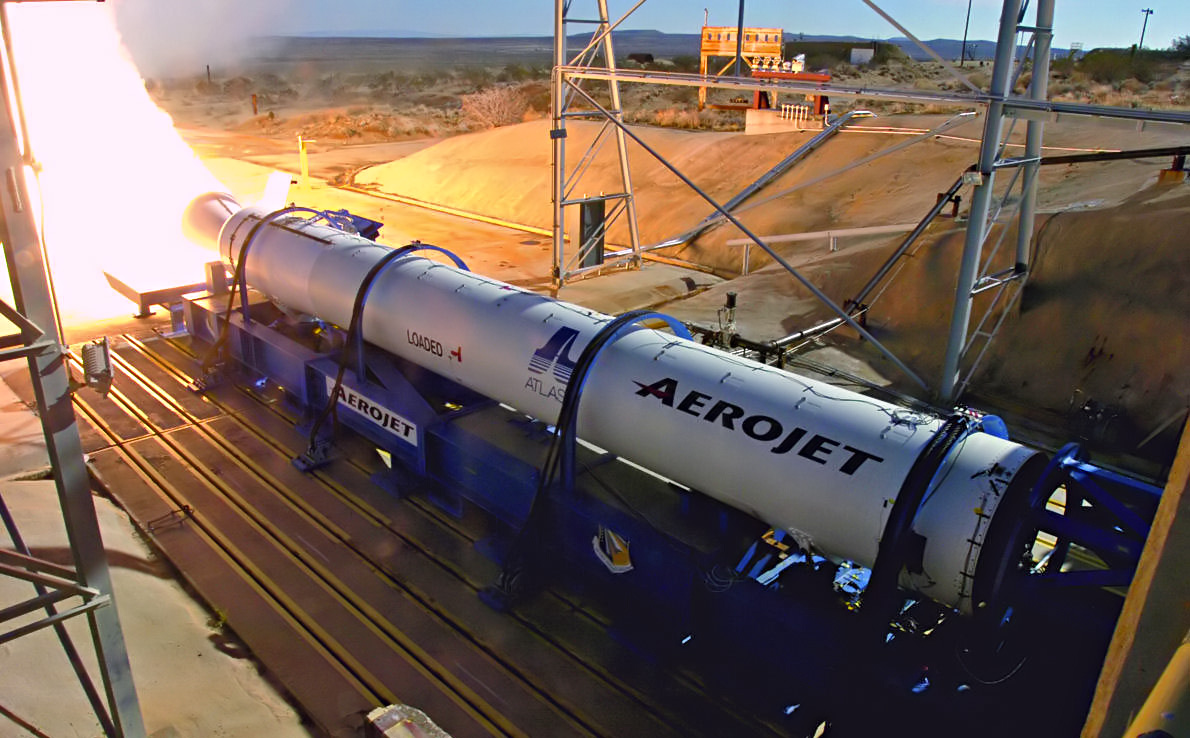
Ein Booster bei einem Test

Ungefähre Anordnung der Booster

Zur Erhöhung der Nutzlast gibt es die Möglichkeit, bis zu fünf von Aerojet produzierte Feststoffbooster zu ergänzen. Jeder dieser Booster hat einen Durchmesser von 1,58 m, ist 20 m lang und wiegt 47 Tonnen. Die Hülle besteht aus leichtem und sehr belastbarem kohlenstofffaserverstärkten Kunststoff, wobei diese Feststoffbooster die größten Bauteile ihrer Art sind, die aus diesem Material gefertigt wurden. Als Treibstoff kommt APCP, ein Gemisch aus Ammoniumperchlorat und Aluminium, eingebettet in HTPB, zum Einsatz, das beim Start einen Schub von 1690 kN entwickelt und einen spezifischen Impuls von 2696 m/s (Vakuum) erreicht. Zur Steuerung der Flugbahn sind die Düsen um bis zu 3° schwenkbar.
Da die Feststoffbooster, nachdem sie einmal gezündet wurden, nicht mehr abschaltbar sind, werden sie erst nach einem Test des RD-180-Triebwerks der Hauptstufe aktiviert. Sollte dieses binnen 2,7 Sekunden nicht seine ordnungsgemäßen Betriebsparameter erreicht haben, wird der Start abgebrochen. Andernfalls markiert die Zündung der Feststoffbooster den Point of no Return der Mission, da die Rakete ab diesem Zeitpunkt nur noch durch eine Sprengung gestoppt werden kann. Nach etwa 100 Sekunden ist der Treibstoff aufgebraucht und die Booster werden abgeworfen, so dass die Hauptstufe den Rest des Fluges aus eigener Kraft bewältigen muss.
Eine Besonderheit der Atlas V ist, dass die Feststoffbooster asymmetrisch angeordnet sind – im Gegensatz zu anderen Systemen wie z. B. der Delta II. Ebenfalls neu ist die Möglichkeit, bei Bedarf auch nur einen einzelnen Booster zu verwenden. Um so entstehende ungünstige Drehmomente auszugleichen, sind die Düsen der Booster leicht nach außen gerichtet montiert. So verläuft ihr Schubvektor nah am Masseschwerpunkt der Rakete, aber auch nicht mehr genau senkrecht, weshalb die Rakete beim Start etwas seitlich driftet. Zusätzlich wird zum Ausgleich die Schubvektorsteuerung des RD-180-Triebwerks verwendet.

### Oberstufe

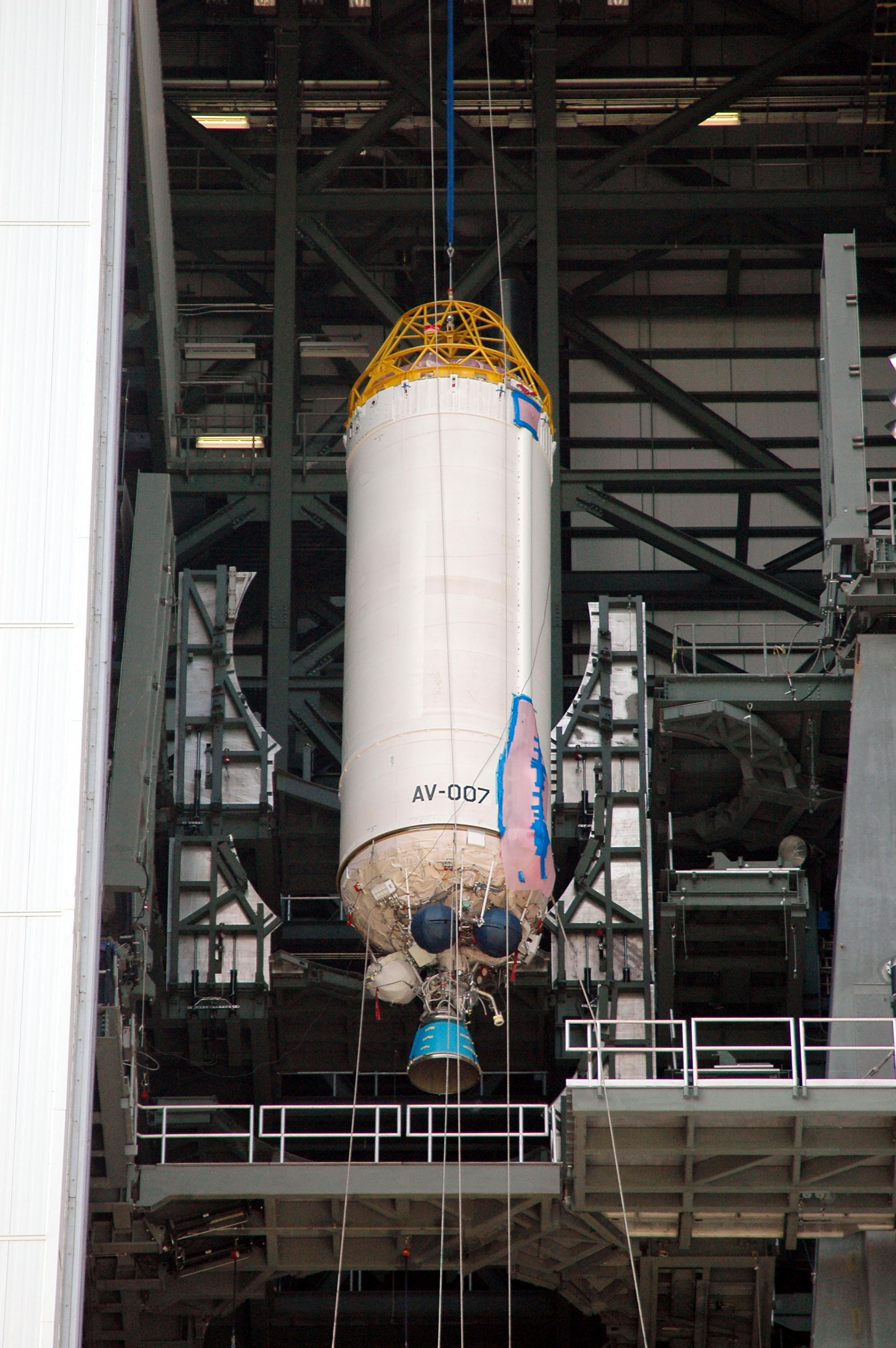
Eine Centaur-Oberstufe (SEC-Variante)

Für die Atlas V stehen zwei Varianten der erprobten Centaur-Oberstufe zur Verfügung: Eine mit zwei Triebwerken (Dual Engine Centaur, DEC), die sich besonders für schwere Lasten zum Start in den Low Earth Orbit (LEO) eignet und eine mit nur einem Triebwerk (Single Engine Centaur, SEC), die für GTO-Satelliten optimiert ist. Die Oberstufe ist in jedem Fall 12,68 m lang, misst 3,05 m im Durchmesser und wiegt 23,077 oder 23,292 Tonnen, je nach Anzahl der Triebwerke. Diese sind vom Typ RL10A-4-2 und wiegen je 175 kg, erzeugen bis zu 99 kN Schub und erreichen einen spezifischen Impuls von 4422 m/s. Sie werden von Aerojet Rocketdyne entwickelt, gebaut und vermarktet.
Im Gegensatz zur Hauptstufe wird als Treibstoff nicht RP-1, sondern flüssiger Wasserstoff eingesetzt. Dieser ist zwar aufgrund seines sehr niedrigen Siedepunktes (ca. 20 K) schwer zu lagern und teuer in der Erzeugung, allerdings ist die Verbrennung wesentlich effizienter als bei RP-1. Als Oxidator wird ebenfalls Flüssigsauerstoff verwendet. Die Tanks der Centaur sind im Gegensatz zu denen der Hauptstufe nicht selbsttragend, sie müssen also unter Druck gesetzt werden, um nicht zu kollabieren. Auch bestehen sie nicht aus Aluminium, sondern aus rostfreiem Stahl und sind aufgrund des sehr kalten Flüssigwasserstoffs mit 1,6 cm PVC-Schaum isoliert.
Die Verbrennung erfolgt nach dem Prinzip des Expander Cycle-Verfahrens. Dabei fließt der Treibstoff (Flüssigwasserstoff), wie in der Hauptstufe, zunächst an der Brennkammer und der Düse vorbei, um diese zu kühlen. Durch die Wärmeeinwirkung verdampft der flüssige Wasserstoff schlagartig und erzeugt einen Druck, der ausreicht, die Turbine der Treibstoff- und Oxidatorpumpe ohne weitere Vorverbrennung direkt anzutreiben. Nachdem das Wasserstoffgas die Turbine passiert hat, wird es direkt in die Brennkammer geleitet, wo es mit dem Oxidator (Flüssigsauerstoff) vermischt und schließlich verbrannt wird. Dieses System erreicht im Vergleich zum Staged Combustion-Verfahren des RD-180 keine hohen Schubniveaus, ist allerdings weniger komplex und wesentlich effizienter. Die Zündung erfolgt mit Hilfe eines Funkengenerators, das Triebwerk kann also mehrfach gestartet werden.
Die Lageregelung der Oberstufe erfolgt mittels der bis zu 51 cm ausschwenkbaren Düsen der RL10-Triebwerke und zwölf weiterer kleiner Schubdüsen. Diese werden mit Hydrazin betrieben, vier Düsen weisen einen Schub von 27 N auf, die restlichen acht erreichen 40 N. Die Düsen der RL10-Triebwerke werden bei der einmotorigen Version elektro-mechanisch, bei der zweimotorigen Variante hydraulisch geschwenkt.

### Nutzlastverkleidung und Adapter

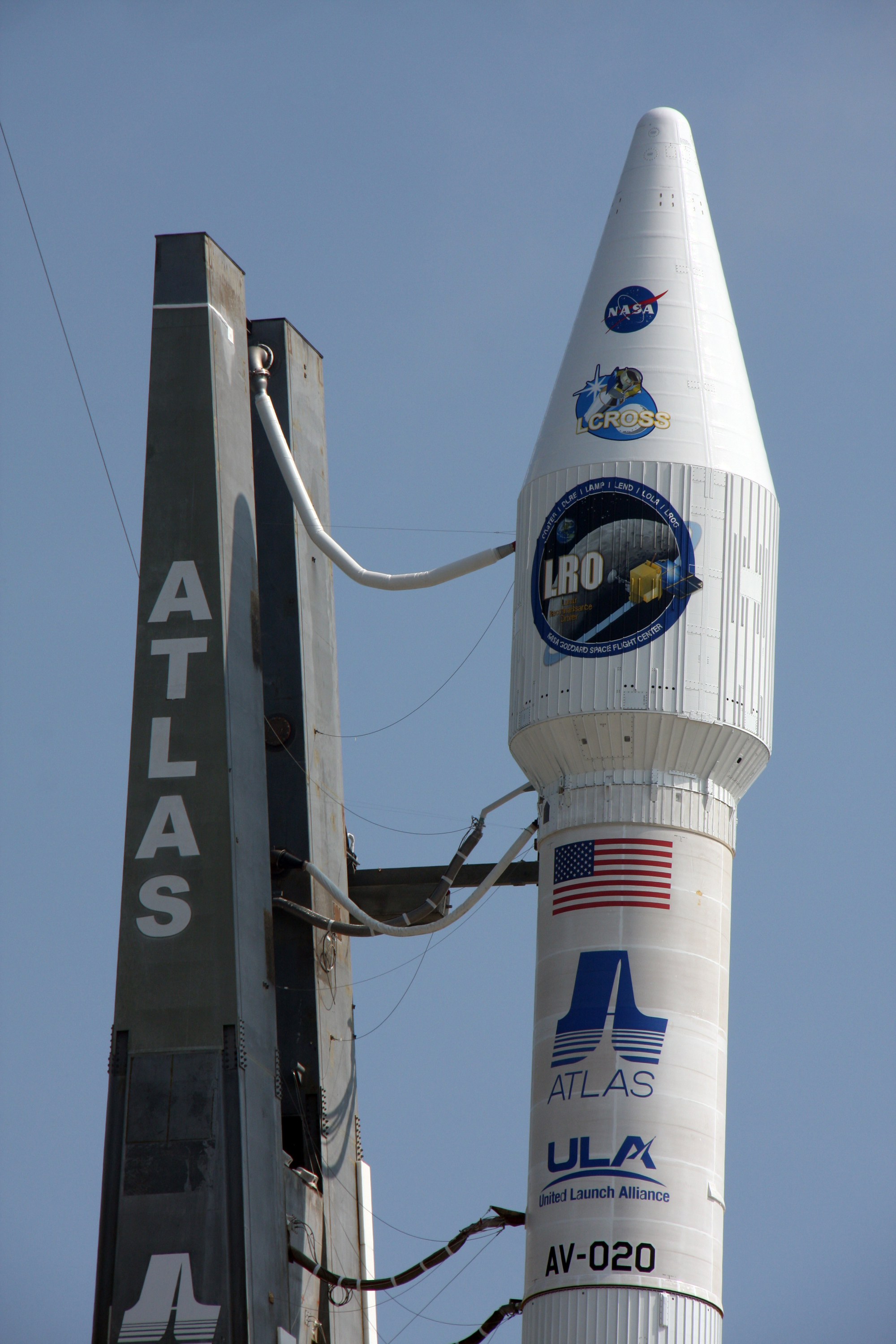
LRO und LCROSS in einer Nutzlastverkleidung der 400er-Serie

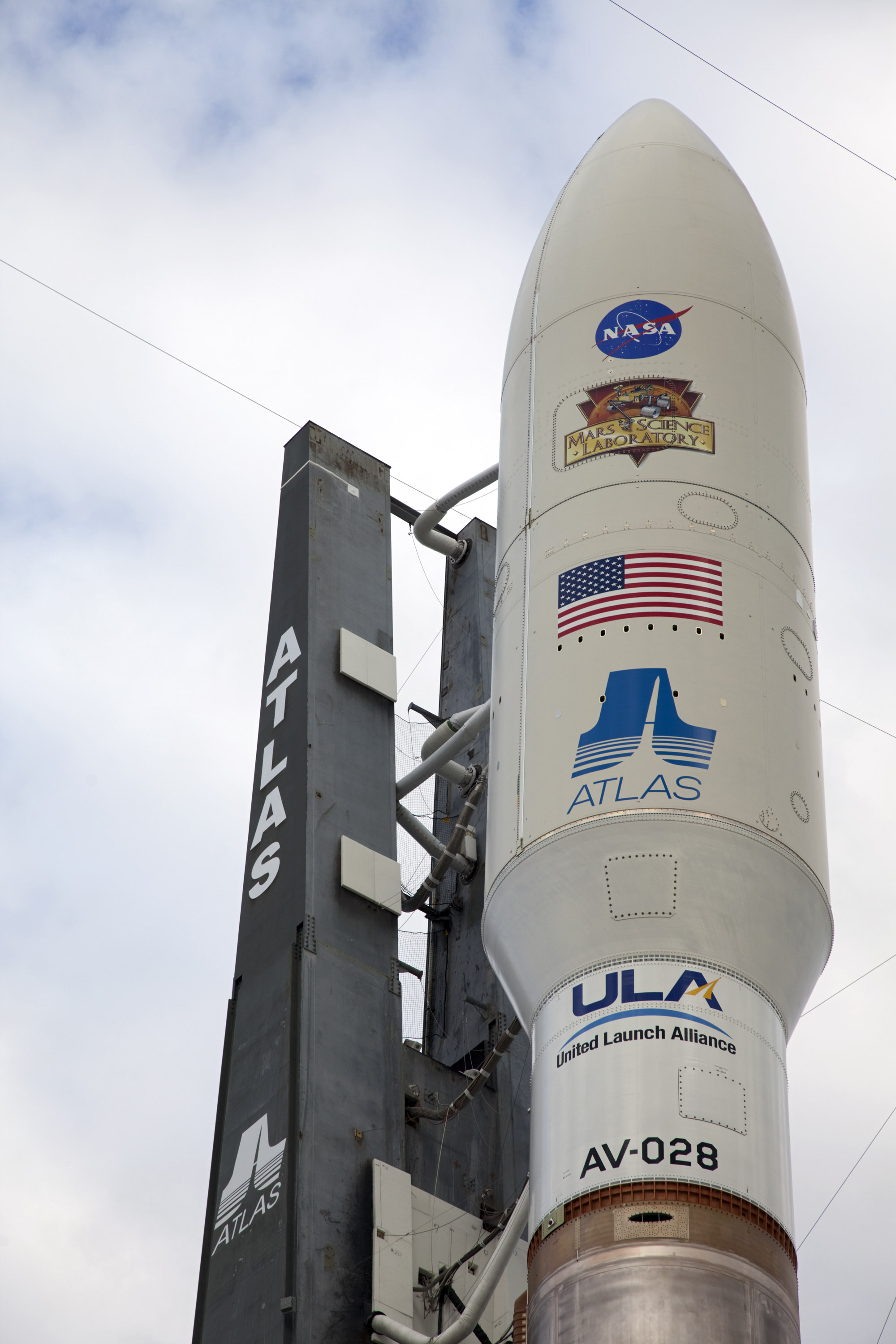
Das MSL innerhalb einer Nutzlastverkleidung der 500er-Serie

Für die Atlas V sind zwei verschiedene Systeme zu Nutzlastverkleidung verfügbar, die sich auch auf die Verbindung mit der Oberstufe auswirken: die kleine 400er-Serie und die große 500er-Serie.

#### 400er-Serie
Für Nutzlasten mit relativ geringem Durchmesser steht eine aus Aluminium gefertigte Nutzlastverkleidung zur Verfügung. Diese kann mit einem oder zwei Abschnitten unterhalb der relativ langen kegelförmigen, oben abgerundeten Spitze verlängert werden. Ihr Innendurchmesser beträgt im zylindrischen Teil 3,75 m und bei den Verlängerungen 3,7084 m. Sie besitzt einen Außendurchmesser von 4,2 m, ist 12 bis 13,8 m lang und wiegt 2127 bis 2487 kg (Details siehe unten). Die Verkleidung beherbergt einen Nutzlastadapter und setzt direkt auf der Centaur-Oberstufe auf. Diese besitzt daher zwei eigene Adapter, die sie mit der Hauptstufe verbinden. Einer besteht komplett aus Aluminium, ist 0,65 m hoch und wiegt 182 kg, der andere erreicht eine Höhe von 4,13 m, wiegt 947 bis 962 kg (je nach Triebwerks-Zahl der Oberstufe) und besitzt eine CFK-Oberfläche, die von einer Aluminiumstruktur gestützt wird. Diese Nutzlastverkleidungen sind von denen der Atlas III abgeleitet.

#### 500er-Serie
Um auch Nutzlasten mit großem Volumen befördern zu können, wurde die Nutzlastverkleidung der 500er-Serie entwickelt, die sich vor allem durch ihren größeren Durchmesser (außen 5,4 m und max. 4,572 m innen) und ihre leichtere Sandwichbauweise (CFK mit Aluminiumwabenkern) auszeichnet. Auch diese Serie umfasst drei unterschiedlich große Varianten, die eine Länge von 20,7 bis 26,5 m und ein Gewicht von 3542 bis 4379 kg aufweisen (Details siehe unten). Im Gegensatz zur 400er-Serie setzt die Nutzlastverkleidung allerdings nicht auf der Oberstufe auf. Diese befindet sich vollständig innerhalb der Verkleidung, weswegen beide Komponenten auf einem gemeinsamen Adaptersystem montiert sind, das sie mit der Hauptstufe verbindet. Der erste Adapter, der in seinen Maßen und Gewichten zur Verkleidung gerechnet wird, hat die Form eines sich nach unten verjüngenden Zylinders, nimmt das RL10-Triebwerk der Oberstufe auf und verringert den Durchmesser von 5,4 m auf 3,83 m. Der nächste Adapter ist 3,81 m hoch, wiegt je nach Anzahl der Triebwerke der Oberstufe 2212 bis 2227 kg und ist ebenfalls in Honeycomb-Bauweise konstruiert. Der letzte kleine Adapter stellt schließlich die Verbindung mit der Hauptstufe her. Er ist nur 0,32 m hoch, wiegt 285 kg und besteht aus Aluminium. Diese Nutzlastverkleidung hat eine Spitze mit ogiver Form, so dass im oberen Bereich der Raum für die Nutzlast schmaler wird. Diese in der Schweiz von RUAG hergestellte, von der Ariane 5 abgeleitete Nutzlastverkleidung ist neben den Triebwerken die einzige nicht-US-amerikanische Komponente der Atlas V.

#### Mehrfachstartadapter
Bei Missionen, die die Nutzlast oder das verfügbare Volumen der Atlas V nicht ausreizen, kann zusätzlich noch ein 61 cm hoher Adapter eingesetzt werden, an dem bis zu sechs weitere Kleinsatelliten angebracht werden können. Die als „EELV Secondary Payload Adapter“ (ESPA) bezeichnete Konstruktion besteht aus Aluminium, wiegt 130 kg und wird zwischen der primären Nutzlast und der Centaur-Oberstufe eingefügt. Die mitgeführten Satelliten dürfen ein Gewicht von etwa 181 kg nicht überschreiten und dürfen maximal 76,2 cm in jeder Dimension messen. Die Produktionskosten für den ESPA betragen etwa 125.000 US-Dollar, ein Startplatz für einen Kleinsatelliten kostet je nach Größe etwa 1 bis 2 Millionen Dollar.
Die Spezifikation des ESPA hat sich zum De-facto-Standard entwickelt, der für zahlreiche Missionen mit verschiedenen Raketentypen genutzt wird.
So steht mit dem ESPAStar beispielsweise eine Satellitenplattform bereit, bei welcher die sechs Nutzlasten wahlweise ausgesetzt oder für Experimente genutzt werden können.

#### Doppelstartfähigkeit
Nach einiger vorlaufender Entwicklungsarbeit beauftragte die United Launch Alliance 2013 den Hersteller der Atlas-Nutzlastverkleidung – den Schweizer RUAG-Konzern – mit der Entwicklung einer Doppelstartvorrichtung. Das „Dual Spacecraft System“ genannte System sollte ab 2017 verfügbar sein, kam bislang (Stand Dezember 2020) aber noch nicht zum Einsatz.

## Infrastruktur

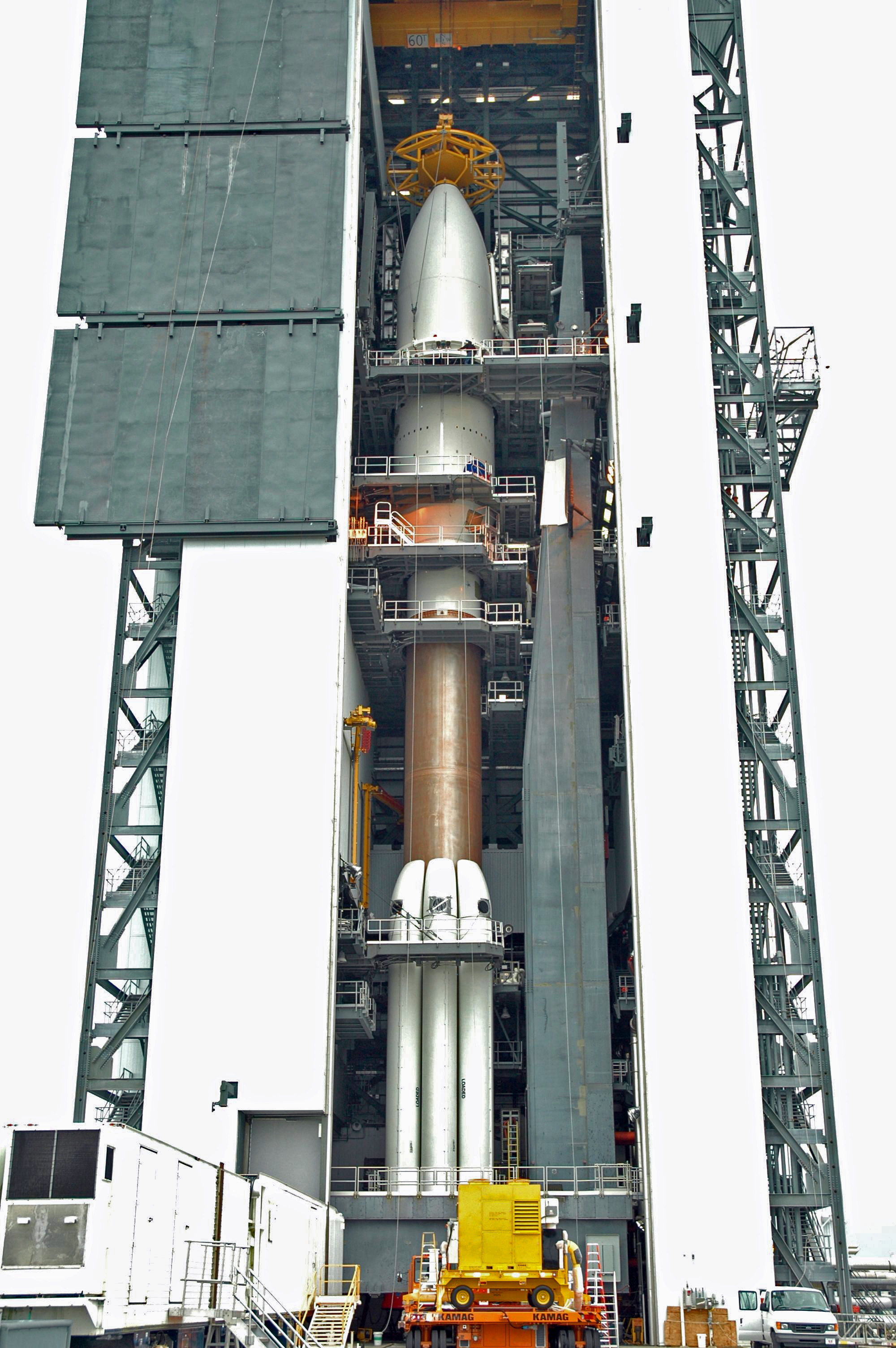
Eine Atlas V 551 in der VIF

Für die Atlas V stehen zwei Startplätze zur Verfügung: Der erste ist der Space Launch Complex 3 auf der Vandenberg Space Force Base in Kalifornien für Inklinationen ab 63,4°. Auch polare und leicht retrograde Umlaufbahnen wie der sonnensynchrone Orbit sind möglich. Der zweite ist der Space Launch Complex 41 auf der Cape Canaveral Space Force Station in Florida. Von dort sind Inklinationen von 28,5° bis 55° möglich.
In Vandenberg wird die Rakete im konventionellen Verfahren erst auf der Startplattform zusammengesetzt, während man in Cape Canaveral das „Clean Pad“-Konzept anwendet. Hier wird die Rakete bereits in einem 89 m hohen Gebäude, das als Vertical Integration Facility (VIF) bezeichnet wird und sich einen halben Kilometer vom Startplatz entfernt befindet, komplett zusammengesetzt. Anschließend wird sie auf dem Starttisch zum Startplatz gefahren, wobei der auf dem Tisch integrierte Startturm sehr einfach konstruiert ist und lediglich eine Strom- und Datenverbindung sowie Tanksysteme zur Verfügung stellt. Nach einigen automatisierten Tests und der Betankung ist die Atlas V dann nach einigen Stunden bereit zum Start.
Dieses Clean-Pad-System birgt zahlreiche Vorteile in der Startvorbereitung und dem Risikomanagement. So schützt die Montage in einem Gebäude die Rakete vor schädlichen Umwelteinflüssen und erleichtert den Arbeitern den Zugang zu den verschiedenen Komponenten. Da der Startplatz wesentlich einfacher gestaltet werden kann, sind der finanzielle Verlust und die benötigte Zeit zum Wiederaufbau nach einer möglichen Explosion der Rakete auf der Startrampe wesentlich geringer als bei den konventionellen, oft hochkomplexen Startanlagen. Darüber hinaus können durch den effektiveren Betriebsablauf wesentlich öfter Raketen gestartet werden, bis zu 15 Stück pro Jahr. Diesen Vorteilen steht gegenüber, dass zusätzliche Gebäude für die Montage und Lagerung der Komponenten nötig sind. So musste zuerst der alte Startturm für die Titan III gesprengt und die zugehörigen Gebäude für die Booster-Montage zu Lagerräumen für Atlas-V-Komponenten umgebaut werden. Außerdem musste die Vertical Integration Facility neu gebaut werden. Insgesamt dauerten die Um- und Neubaumaßnahmen über drei Jahre.

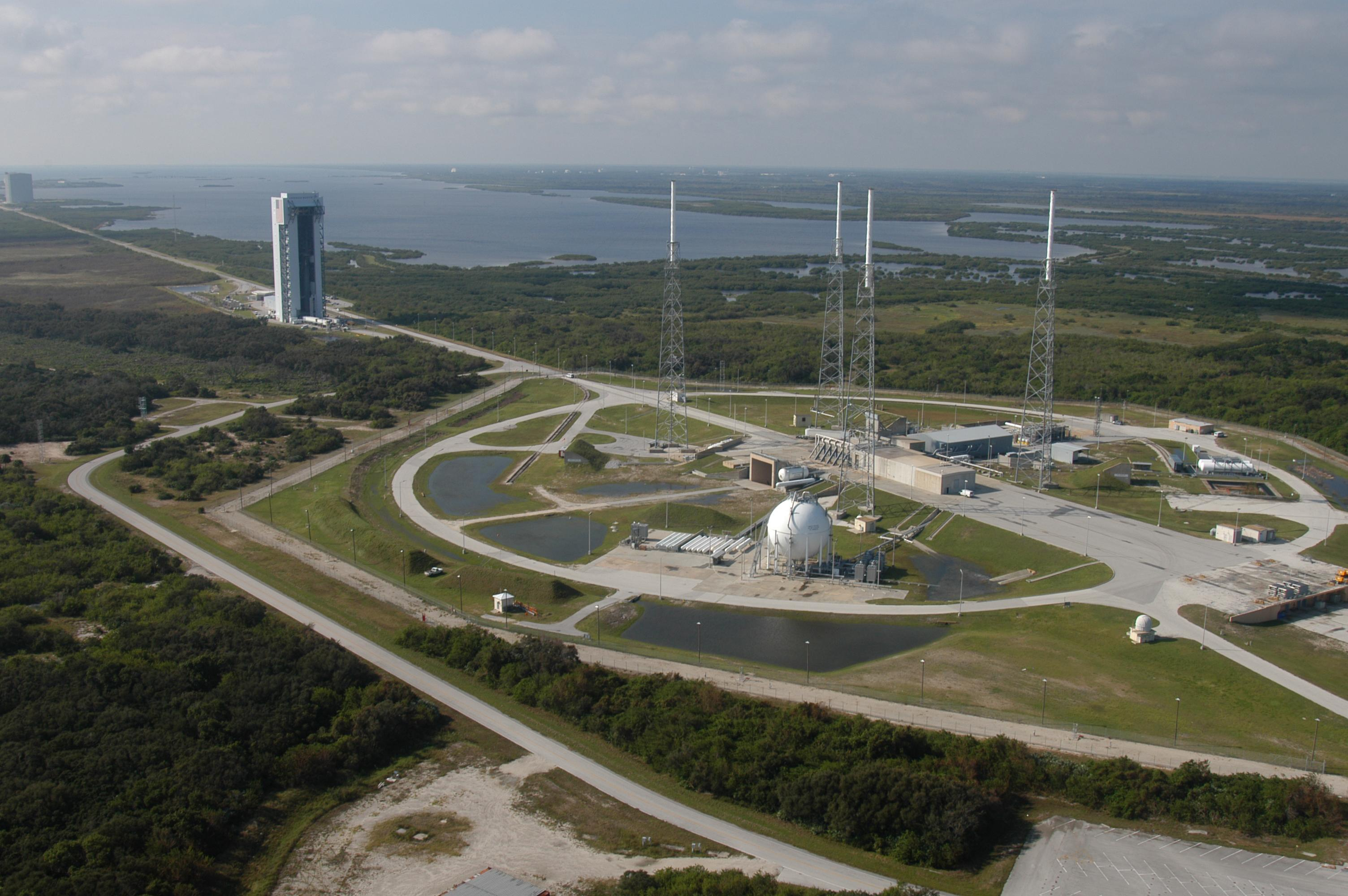
Startkomplex 41 in Cape Canaveral
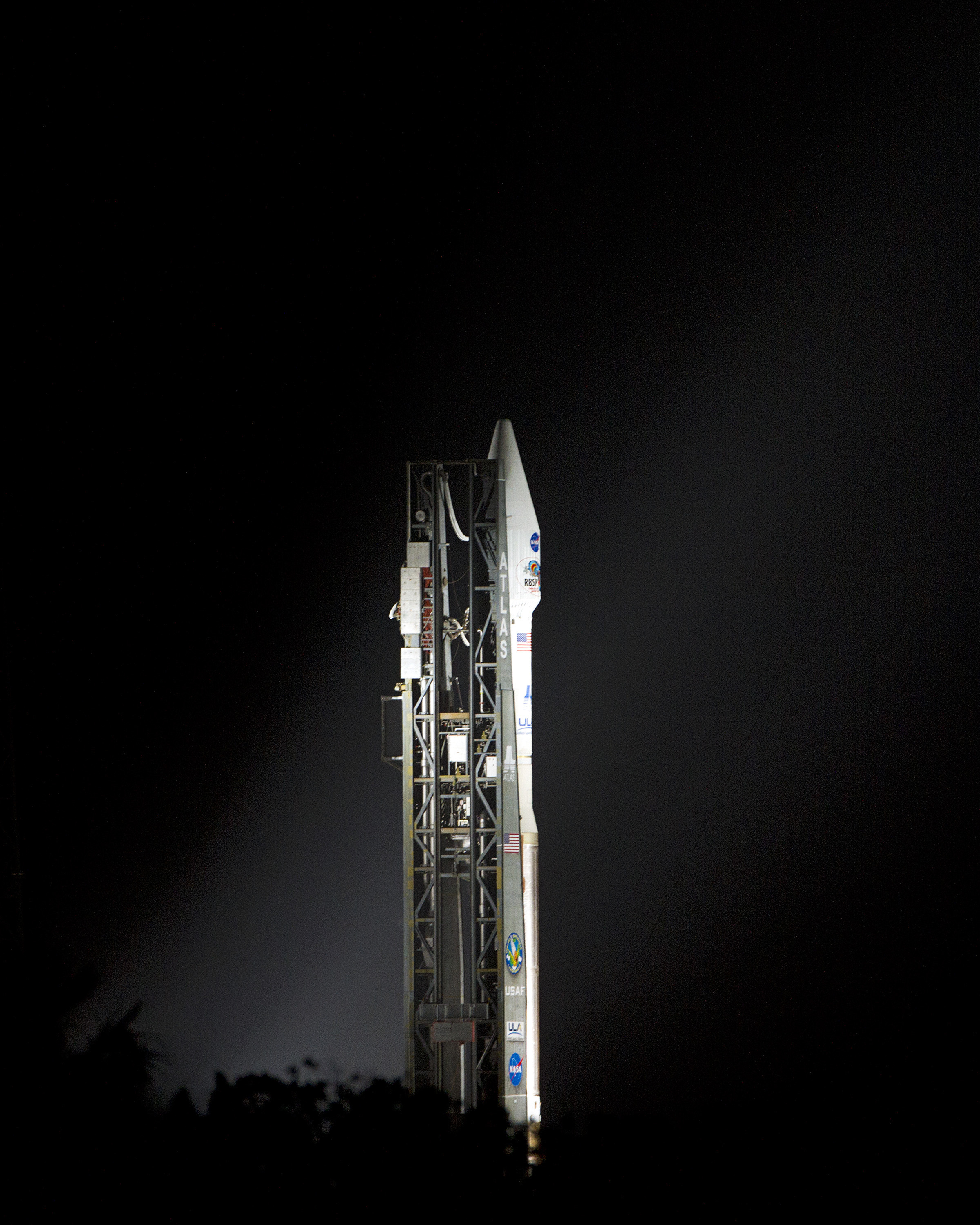
Atlas V 401 auf dem Startplatz mit den beiden RBSP Satelliten. Auf diesem Bild sieht man die Rückseite des Startturms.
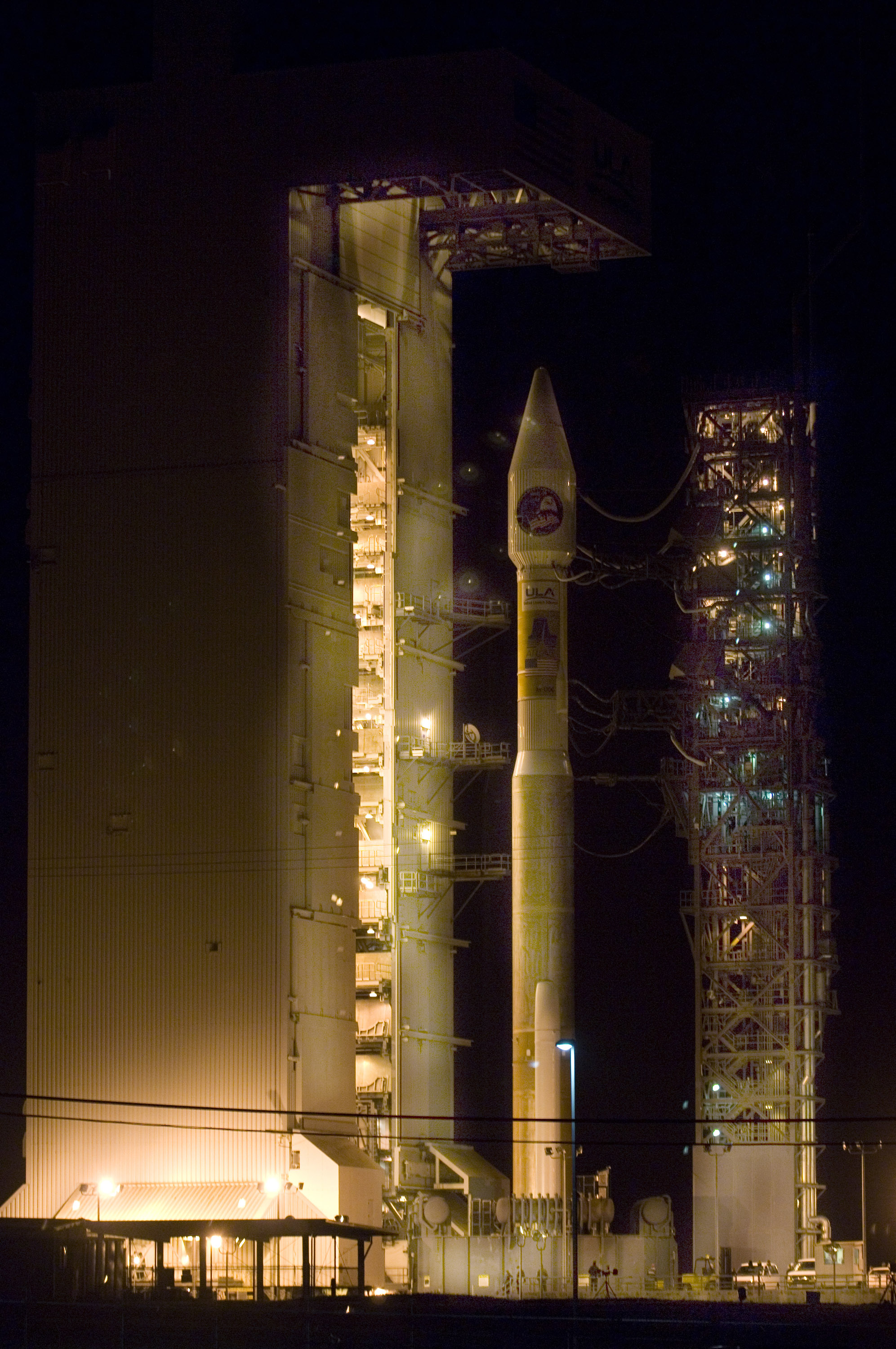
Der mobile Montageturm von SLC-3E fährt auf die Parkposition für den Start
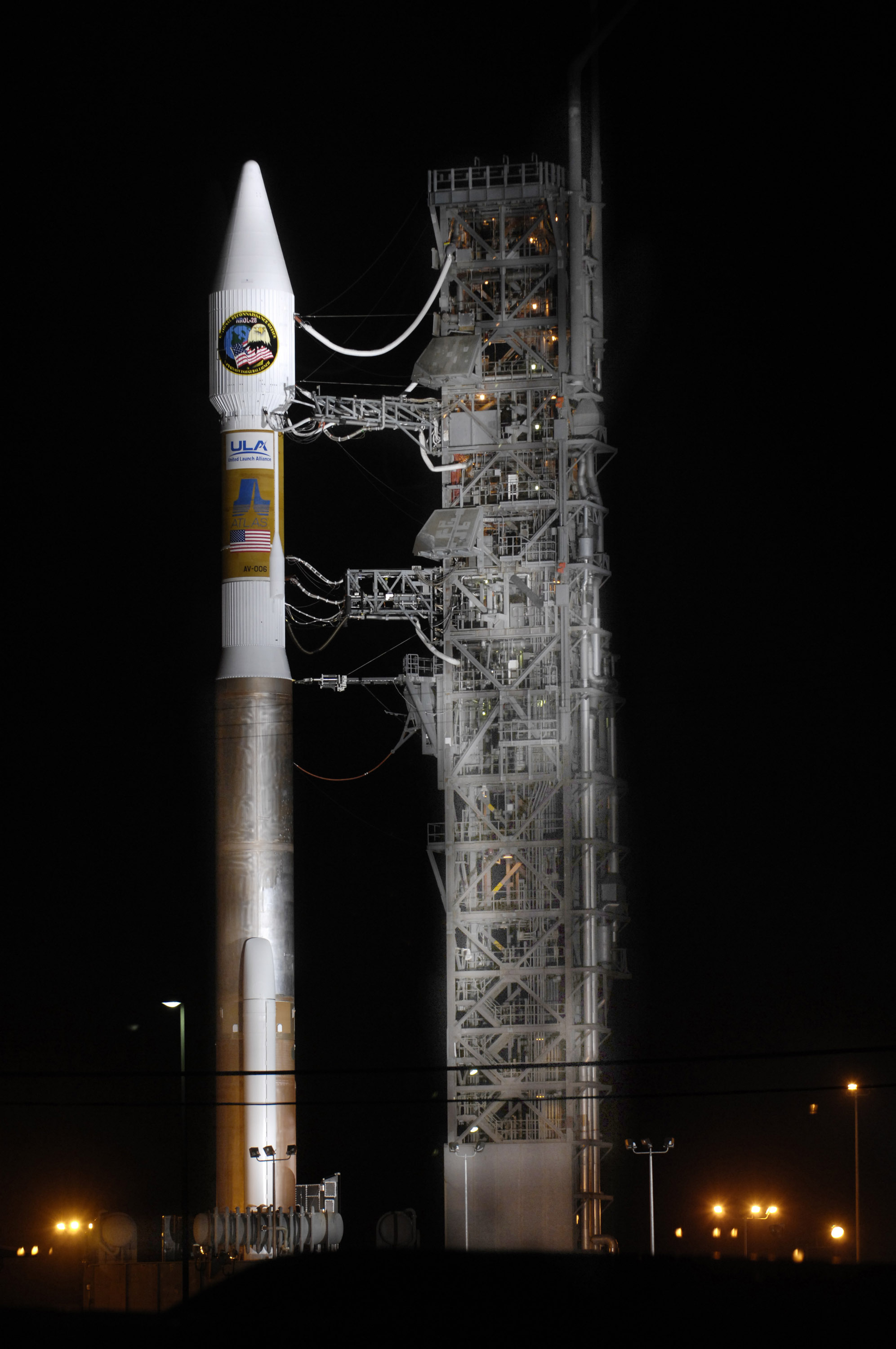
Atlas V 411 neben dem komplexen Startturm der SLC-3E

## Technische Daten

### Versionen und Nutzlast
Stand der Liste: 5. August 2023
Eine Erläuterung des Bezeichnungsschemas findet sich oben. Die Anzahl der Starts ist auf der Liste der Atlas-V-Raketenstarts nachgeführt.
| Version     | Booster  | Oberstufe | ⌀ Nutzlast- verkleidung | max. Nutzlast (kg)   | max. Nutzlast (kg)   | max. Nutzlast (kg)   | max. Nutzlast (kg)   | Status       |
| Version     | Booster  | Oberstufe | ⌀ Nutzlast- verkleidung | LEO                  | SSO                  | GTO                  | GSO                  | Status       |
| ----------- | -------- | --------- | ----------------------- | -------------------- | -------------------- | -------------------- | -------------------- | ------------ |
| Atlas V 401 | 0        | SEC       | 4,2 m                   | 9.797                | 7.724                | 4.750                | -                    | ?            |
| Atlas V 411 | 1        | SEC       | 4,2 m                   | 12.150               | 8.905                | 5.950                | -                    | ?            |
| Atlas V 421 | 2        | SEC       | 4,2 m                   | 14.067               | 10.290               | 6.890                | -                    | ?            |
| Atlas V 431 | 3        | SEC       | 4,2 m                   | 15.718               | 11.704               | 7.700                | -                    | ?            |
| Atlas V 501 | 0        | SEC       | 5,4 m                   | 8.123                | 6.424                | 3.775                | -                    | im Einsatz   |
| Atlas V 511 | 1        | SEC       | 5,4 m                   | 10.986               | 8.719                | 5.250                | -                    | ausgemustert |
| Atlas V 521 | 2        | SEC       | 5,4 m                   | 13.490               | 10.758               | 6.475                | 2.632                | ?            |
| Atlas V 531 | 3        | SEC       | 5,4 m                   | 15.575               | 12.473               | 7.475                | 3.192                | ausgemustert |
| Atlas V 541 | 4        | SEC       | 5,4 m                   | 17.443               | 14.019               | 8.290                | 3.630                | ?            |
| Atlas V 551 | 5        | SEC       | 5,4 m                   | 18.814               | 15.179               | 8.900                | 3.904                | im Einsatz   |
| Atlas V N22 | 2        | SEC       | keine                   | nicht veröffentlicht | nicht veröffentlicht | nicht veröffentlicht | nicht veröffentlicht | im Einsatz   |
| Atlas V HLV | 2 (CCBs) | DEC       | 5,4 m                   | 29.400               | -                    | 13.000               | 6.454                | verworfen    |

Parameter für die angegebenen Daten:
Low Earth Orbit (LEO)
- Startplatz: CCSFS
- Inklination: 28,5°
- Perigäum / Apogäum: 200 km (Kreisbahn)

Sonnensynchroner Orbit (SSO)
- Startplatz: VSFB
- Perigäum / Apogäum: 200 km (Kreisbahn)

Geosynchrone Umlaufbahn (GSO)
- Startplatz: CCSFS
- Inklination: 0°

Geostationäre Transferbahn (GTO)
- Startplatz: CCSFS
- ΔV zu GSO: 1804 m/s
- Inklination: 27,0°
- Perigäum: min. 185 km
- Apogäum: 35.786 km

Verwendete Nutzlastverkleidung
- 400er-Serie: Mittlere Länge (12,9 m)
- 500er-Serie: Geringe Länge (20,7 m)
- HLV: Große Länge (26,5 m)

### Gewichte und Abmessungen
Alle Daten gemäß United Launch Alliance: Atlas V Launch Services – User's Guide (2010), sofern nicht abweichend angegeben.
| Komponente              | Hauptstufe | Booster | Oberstufe               | Nutzlastverkleidung 400er-Serie          | Nutzlastverkleidung 500er-Serie          |
| ----------------------- | ---------- | ------- | ----------------------- | ---------------------------------------- | ---------------------------------------- |
| Leergewicht (t)         | 21,351     | 5,735   | 2,247 (SEC) 2,462 (DEC) | 2,127 (kurz) 2,305 (mittel) 2,487 (lang) | 3,524 (kurz) 4,003 (mittel) 4,379 (lang) |
| Treibstoffkapazität (t) | 284,089    | 40,962  | 20,830                  | -                                        | -                                        |
| Länge (m)               | 32,46      | 20      | 12,68                   | 12,0 (kurz) 12,9 (mittel) 13,8 (lang)    | 20,7 (kurz) 23,4 (mittel) 26,5 (lang)    |
| Durchmesser (m)         | 3,81       | 1,58    | 3,05                    | 4,2                                      | 5,4                                      |

### Triebwerke

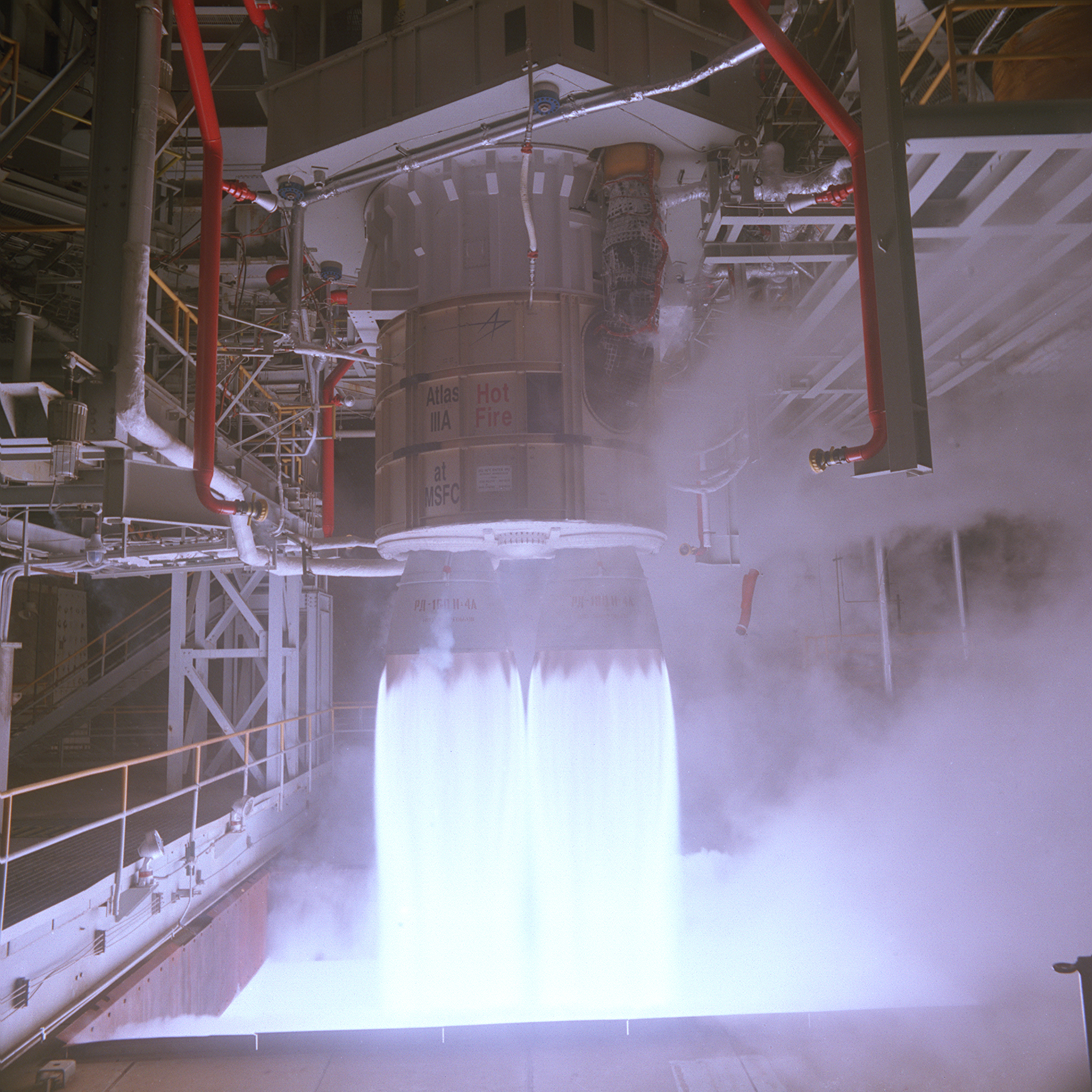
Das RD-180-Triebwerk bei einem Testlauf

Alle Daten gemäß Lockheed Martin: Atlas V Propulsion – Powered by Innovation (2006), sofern nicht abweichend angegeben.
| Komponente                          | RD-180     | RL10A-4-2 | Booster                           |
| ----------------------------------- | ---------- | --------- | --------------------------------- |
| Antriebsgemisch                     | RP-1 + LOX | LH2 + LOX | NH4ClO4 + Al, eingebettet in HTPB |
| Gewicht (kg)                        | 5480       | 175       | k. A.                             |
| Länge (m)                           | 3,56       | 2,32      | k. A.                             |
| Durchmesser (m)                     | 3,15       | 1,17      | 1,57                              |
| Schub am Boden (kN)                 | 3826       | -         | 1690                              |
| Schub im Vakuum (kN)                | 4152       | 99        | -                                 |
| Spezifischer Impuls am Boden (m/s)  | 3053       | -         | -                                 |
| Spezifischer Impuls im Vakuum (m/s) | 3312       | 4422      | 2696                              |
| Brennkammerdruck (bar)              | 256,62     | 42,01     | k. A.                             |